# Peter Scholich
Peter Scholich (* 24. September 1944) ist ein ehemaliger deutscher Fußballspieler, der seine gesamte Karriere im Seniorenbereich bei Wacker 04 Berlin verbrachte.
Der Torwart gehörte ab der Saison 1963/64 dem Kader der Reinickendorfer in der neu gegründeten Regionalliga Berlin an und absolvierte bis zur Auflösung der Regionalliga zu Gunsten der 2. Fußball-Bundesliga insgesamt 275 Spiele für Wacker 04, das der Spielklasse durchgehend angehörte. Scholich ist damit nach Klaus Koppe (276 Einsätze für BFC Südring und Hertha Zehlendorf) der Spieler mit den zweitmeisten Einsätzen sowie der mit den meisten Einsatzminuten (24.556) in der Geschichte dieser Spielklasse. Während dieser Zeit nahm er mit Wacker 04 drei Mal (1972–1974) an der Aufstiegsrunde zur Fußball-Bundesliga teil, wobei er 22 Mal zum Einsatz kam. 1974 gehörte Wacker 04 mit Scholich nach dem dritten in der Aufstiegsrunde verpassten Bundesliga-Aufstieg in Folge zu den Gründungsmitgliedern der 2. Bundesliga, in der der Torwart weitere 36 Einsätze für seinen Verein absolvierte. Nach der Saison 1975/76 beendete Scholich seine Laufbahn. Den letzten Einsatz im Wacker-Tor hatte er am 37. Spieltag der Saison 1975/76 gegen den 1. SC Göttingen 05. In der Spielzeit 1968/69 stand er außerdem in der Startaufstellung bei der 1:4-Niederlage Wacker 04 Berlins gegen Hannover 96 in der 1. DFB-Pokal-Hauptrunde.